# John Morris (geolog)
John Morris, född den 19 februari 1810 i Homerton, död den 7 januari 1886, var en engelsk geolog.
Morris var professor i geologi vid University College London från 1854 till 1877.
Auktorsnamnet Morris kan användas för John Morris (geolog) i samband med ett vetenskapligt namn inom botaniken; se Wikipediaartiklar som länkar till auktorsnamnet.

## Utmärkelser (i urval)
- 1876 – Lyellmedaljen